# Estela de Xamxi-Adad V
L’Estela de Xamxi-Adad V és un monòlit de pedra calcària corresponent a l’Imperi Neoassiri (911-609 aC). La peça fou descoberta al temple de Nabu, al jaciment de Nimrud (actual Iraq), per l’arqueòleg iraquià naturalitzat britànic Hormuzd Rassam l’any 1854. Actualment es conserva al Departament del Pròxim Orient del Museu Britànic, on forma part de l’exposició permanent dedicada a Mesopotàmia.

## Troballa
El monòlit va ser localitzat el març de 1854 per Hormuzd Rassam i el seu equip, en el transcurs d’una campanya arqueològica a Nimrud. L'estela es trobava dins d’una sala del temple de Nabu, concretament a la dreta de l’entrada d’una cambra que contenia quatre estàtues del déu Nabu. Aquesta sala ha estat identificada com una de les estances principals del santuari.
La posició original de l’estela sembla correspondre a la mateixa disposició que la coneguda estela d’Aššurnasirpal II, situada també a la dreta de l’entrada del temple d’Enlil a Nimrud. Originalment, la peça es trobava muntada sobre un pedestal, avui perdut, que en el moment de la seva troballa restava parcialment enterrat. No es conserva cap dibuix que documenti l’aspecte complet original de l’estela i el seu pedestal. Per tal de facilitar-ne el transport a Anglaterra, Rassam en va separar el pedestal, i l'estela va ser embarcada al vaixell Christiana Carnell, que arribà a destí el març de 1856.

## Descripció
El monòlit mesura 195,2 cm d’altura, 92,5 cm d’amplada i 71,9 cm de profunditat, i està tallat en pedra calcària. La seva cara frontal presenta un baix relleu que representa el rei assiri Xamxi-Adad V (823-811 aC) sostenint una maça cerimonial i portant dos braçalets reials. El monarca du també un collaret amb una creu de Malta, símbol que podria estar associat a les deïtats Nabu o Marduk, o bé tractar-se d’una adaptació babilònica del símbol de Šamaš, o vincular-se al culte de Ninurta. Tanmateix, la seva atribució concreta roman incerta. La prominència del símbol podria relacionar-se amb les campanyes militars de  Xamxi-Adad V a Babilònia i amb el seu suport al culte de Nabu.

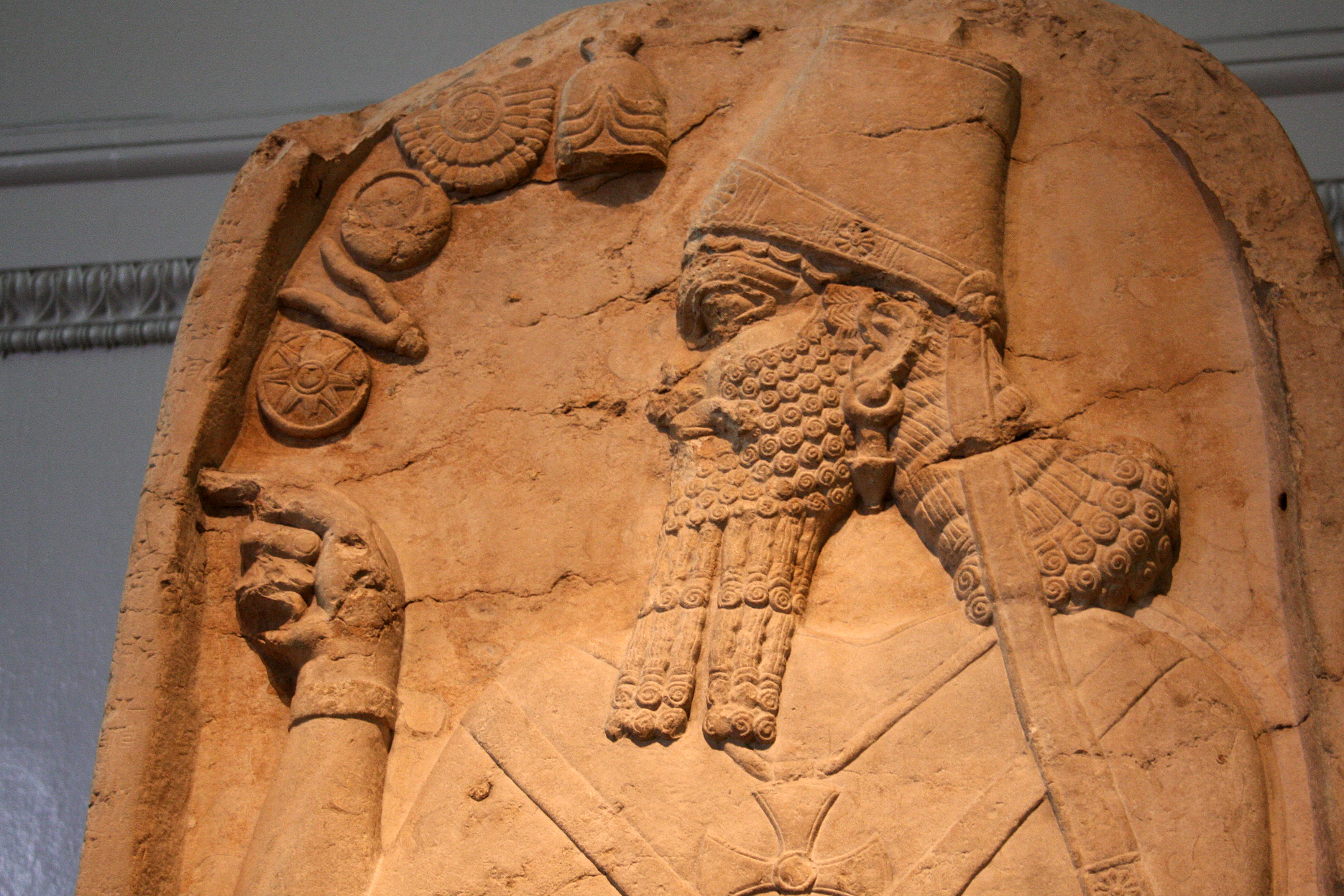
Detall de l'estela, amb els símbols divins

El rei és representat en actitud d’adoració davant cinc símbols divins:
- una mitra amb tres parells de banyes, que representa Aššur, déu nacional assiri;
- un disc alat, símbol de Šamaš, déu solar;
- una lluna creixent dins un cercle, referida a Sîn, déu lunar;
- un llampec de dues puntes, símbol de Adad, déu de la tempesta;
- i una estrella de vuit puntes, emblema d’Ištar en la seva forma com a Venus, deessa de la guerra i la sexualitat.

Als laterals del monòlit es conserva una llarga inscripció en escriptura cuneïforme, emprant una forma arcaïtzant inusual per a l’època, amb signes que no es documenten en altres textos contemporanis.

## Inscripció
La inscripció fou publicada per primer cop per H. C. Rawlinson i E. Norris el 1861, i posteriorment traduïda a l’anglès per Daniel D. Luckenbill, en una edició de 1926.
El text recull els principals esdeveniments dels primers anys de regnat de Xamxi-Adad V (823-810 aC). La inscripció s’obre amb un extens himne dedicat a Ninurta, seguit de la titulatura reial i la genealogia del monarca. A continuació, el text relata la revolta que marcà la fi del regnat del seu pare Šulmanu-ašared III (Shalmaneser III) i la manera com Xamxi-Adad la va sufocar.
La inscripció enumera també quatre campanyes militars dirigides pel monarca, encara que no se n’ofereixen dates precises. Les tres primeres es dirigiren contra la regió de Nairi, i la quarta contra Babilònia. Aquesta darrera acció es pot datar cap a 814 aC, de manera que es considera que l’estela fou realitzada en aquesta data o bé a inicis de 813 aC.
La narració s’interromp abruptament, sense cap menció a la realització del monòlit ni a fórmules de conclusió o de benedicció, un tret que comparteix amb altres inscripcions monumentals neoassíries de la mateixa època.